# Loïc Wacquant
Loïc Wacquant, né à Nîmes le 26 août 1960, est un sociologue et anthropologue français qui exerce aux États-Unis à l'université de Californie à Berkeley.

## Parcours
Loïc Wacquant grandit à Montpellier où il passe le bac au lycée Joffre puis effectue des études en économie industrielle à l'École des hautes études commerciales de Paris (HEC). Après sa rencontre avec Pierre Bourdieu, il s'oriente vers la sociologie au début des années 1980 à Nanterre. De 1983 à 1985, il mène des recherches sociologiques en Nouvelle-Calédonie au sein de l’Office de la recherche scientifique et technique outre-mer. De 1985 à 1990, il est étudiant en doctorat au département de sociologie de l'université de Chicago, puis membre de la Society of Fellows à l'université Harvard de 1990 à 1993, avant d'être recruté comme professeur à l'université de Californie à Berkeley. Il est aussi membre du Centre de sociologie européenne (Collège de France - ÉHESS).
Depuis les années 1990, il mène une réflexion sur les processus de criminalisation de la misère, l’hypercarcéralisation et la marginalité urbaine aux États-Unis en lien avec la question raciale. Il poursuit cette recherche sous la houlette du sociologue afro-américain William Julius Wilson qui dirige alors le département de sociologie, et puise ses matériaux dans une longue immersion au sein du quartier du ghetto noir de Woodlawn qu'il mettra en perspective avec une enquête en banlieue française dans un quartier de La Courneuve. Ces travaux l'amènent à écrire le livre Les Prisons de la misère (1999) (l’ouvrage est traduit en 17 langues et adapté au théâtre). Il a introduit dans le vocable politique la notion d’« État pénal » et pointé la diffusion internationale des slogans et mesures punitives inventées (comme la « tolérance zéro ») aux États-Unis dans le cadre de l’offensive néolibérale contre l’État-providence.
Parallèlement à son étude sur les ghettos, il mène l'ethnographie d'une salle de boxe du quartier South Side de Chicago, un des plus grands ghettos noirs des États-Unis, qui débouche sur une série d’articles et au livre Corps et Âme. Carnets ethnographiques d'un apprenti boxeur (2000).
Il a été professeur visitant à Los Angeles, New York, Rio de Janeiro et Paris, et invité comme Fellow à la Russell Sage Foundation de New York, le Wissenschaftskolleg de Berlin, et le Center for Advanced Studies in the Behavioral Sciences de Palo Alto.
Il a réalisé avec Pierre Bourdieu un livre d'entretiens intitulé An Invitation to Reflexive Sociology (1992, traduit en français sous le titre Réponses), qui explicite les concepts-clefs et les méthodes distinctives développées par Bourdieu depuis le début des années 1960, et notamment la notion de « réflexivité épistémique ». Ce travail d'explication est poursuivi par Wacquant dans le numéro spécial de la revue Ethnography consacré à « Pierre Bourdieu in the Field » (« Pierre Bourdieu sur le terrain », décembre 2004) et dans le livre collectif Pierre Bourdieu and Democratic Politics, qui explicite les concepts de champ politique, champ du pouvoir et champ bureaucratique et les implications de théories de Bourdieu pour les luttes démocratiques.

## Idées et positions

### Thèses et concepts
Son livre Punishing the Poor: The Neoliberal Government of Social Insecurity (Duke University Press, mai 2009) rompt avec le schéma « crime et châtiment » mais aussi avec l’opposition rituelle entre théorie matérialiste (Marx) et théorie symbolique (Durkheim) de la pénalité. Wacquant utilise le concept de « champ bureaucratique » de Bourdieu pour critiquer les vues influentes de Frances Fox Piven (sur l’aide sociale), Michel Foucault (sur la prison et la « société disciplinaire »), David Garland (sur la « culture du contrôle ») et David Harvey (sur le néolibéralisme économique) pour développer une théorie de l'État néolibéral qui insère la police, la prison et la justice comme éléments de la « main droite » de l'État. Selon cette théorie, les programmes dits d'activation de l'aide sociale (« workfare ») et les politiques policières et pénales expansives et agressives qui émergent dans les pays avancés au tournant du XXIe siècle, loin d'être des aberrations, sont des composantes à part entière du nouveau Léviathan à l'ère de l'insécurité sociale. Wacquant tente de montrer que les discours dénonçant le « programme sécuritaire » (en France) et le « prison industrial complex » (aux États-Unis), loin d'élucider la montée de l'État pénal, participent paradoxalement de sa construction. Rejetant le langage politique et polémique de la « répression », Wacquant argue que la pénalisation de la marginalité urbaine doit se comprendre à travers la notion de production : production de nouvelles catégories (les « violences urbaines »), de nouvelles figures sociales (la « racaille », l'« underclass »), de nouveaux savoirs et experts (les conseillers en sécurité urbaine), de nouvelles bureaucraties et politiques étatiques (comme les « cellules de veille » et le RMA). Finalement, l'activation de l'« insécurité » comme thème de débat et d'action publique participe de la formation d’un nouveau type d'État, libéral « en haut » et paternaliste « en bas » dont le fonctionnement est contraire aux valeurs démocratiques.
Loïc Wacquant a publié en 2006 une version augmentée des articles qu'il avait tirés de sa thèse de doctorat. Parias Urbains. Ghetto, Banlieues, État (La Découverte, 2006),, est une comparaison du « South Side » de Chicago (Bronzeville) et d'un quartier situé dans la banlieue nord de Paris – la cité des Quatre Mille de La Courneuve. Pour Wacquant, par-delà les similitudes (lieux stigmatisés et que l'on cherche à fuir, taux de chômage très supérieur à la moyenne nationale, faiblesse des opportunités) ce sont les différences qui l'emportent entre ces deux territoires de "relégation urbaine" (formes et taux de criminalité, présence des pouvoirs publics, homogénéité ethnique, rôle de l'économie informelle). Alliant l'histoire aux données d'enquêtes statistique et ethnographique, il décrit l’émergence de deux configurations différentes et les mécanismes qui en sont la cause (entre autres le rôle primordial que joueraient les pouvoirs publics dans la cristallisation des deux formes de marginalité urbaine que sont les banlieues françaises et le ghetto des Ceintures noires américaines. Travail historiquement daté (le début des années 1990), l'auteur y esquisse toutefois à la fin de l'ouvrage une tentative de caractérisation des régimes de "marginalité avancée", concept destiné à remplacer celui de ghetto, selon lui impropre pour décrire les réalités françaises.
Il y développe également le concept d'hyperghetto qui aurait succédé à partir de la fin des années 70 au ghetto noir des grandes villes américaines. Le ghetto était un quartier habité de Noirs, toutes classes sociales confondues. L'hyperghetto est toujours un quartier exclusivement noir, mais il se distingue du précédent sur deux points : d'une part, seules les catégories sociales les plus pauvres de la société américaine (anciens ouvriers déprolétarisés, mères élevant seules leurs enfants, etc.) y habitent. D'autre part, la présence de l'État y est la plus faible (transports en commun déficients, faibles moyens éducatifs, services sanitaires parfois inexistants, etc.) et la plus inefficace (aide sociale logement attribuée directement aux propriétaires des logements, etc.).
Enfin, il y critique le concept d'underclass pour son caractère imprécis, moralisateur et partiellement raciste. Et il déploie la notion de "précariat" pour caractériser les fractions du prolétariat postindustriel marginalisées par la fragmentation du salariat et la stigmatisation (ethnique ou territoriale) des deux côtés de l’Atlantique.

### Débats
Plusieurs des articles et livres de Loïc Wacquant ont fait l’objet de débats et polémiques. Son article Three Pernicious Premises in the Study of the American Ghetto (paru dans International Journal of Urban and Regional Research en juin 1997) suscite huit réponses aux trois thèses avancées, selon lesquelles la sociologie du ghetto souffre de la confusion entre ghetto et quartier pauvre, du postulat de la « désorganisation » et d’un biais « exotisant ». Son livre Corps et Âme est le sujet de plusieurs colloques et d’un numéro spécial de la revue Qualitative Sociology où dix critiques discutent de l’apport de l’ouvrage à la sociologie du corps, l’anthropologie du désir, et les études culturelles et kinétiques. Son article en coauteur avec Pierre Bourdieu, Sur les ruses de la raison impérialiste (paru dans les Actes de la recherche en sciences sociales en 1998) est traduit en dix langues et suscite en réaction plusieurs numéros spéciaux offrant des réponses en Angleterre, au Brésil et aux États-Unis. Son livre Urban Outcasts est l’objet de symposia dans plusieurs revues comme City et Urban Geography.
Mais ce sont les critiques épistémologiques du courant de l’ethnographie urbaine associé à l’École de Chicago émises par Loic Wacquant qui lui valent de vives réactions de la part des tenants de cette approche. Dans son article Scrutinizing the Street. Morality and the Pitfalls of Urban Ethnography publié dans l'American Journal of Sociology de mai 2002, Wacquant passe au crible analytique les travaux de trois auteurs majeurs de l'ethnographie urbaine américaine (Elijah Anderson, Michell Duneier et Katherine Newman), pour dévoiler ce qu'il nomme les impensés communs à ce qu'il appelle le « moralisme empiriciste » qui, selon lui, domine la sociologie urbaine américaine.
Prenant pour objet les textes des auteurs, Wacquant cherche à montrer ce qu'il nomme les travers communs des recherches sur la ville et l'urbain aux États-Unis. Il reproche aux auteurs d’emprunter leurs catégories d’analyse (comme celles de « nonworking poor » ou de « decent family ») au sens commun (des populations étudiées, au débat journalistique ou à la vulgate politique) plutôt que de construire des concepts rigoureux ; de glorifier et de moraliser leurs enquêtés, soit de chercher à les disculper de l'accusation d'immoralité, quand selon lui la sociologie doit rejeter la logique du procès (pour ou contre) et se contenter d'expliquer et de comprendre. Il leur reproche également de rester enfermés dans l'opposition entre pauvres méritants et pauvres non méritants, qu'a réinstitué dans le paysage idéologique américain le tournant conservateur du début des années 1980. Ce texte qui prend pour objet les principes tacites et les cadres théoriques explicites auxquels ont recours les auteurs, se veut un travail d'épistémologie des sciences sociales.
Les trois auteurs ne l'ont pas lu ainsi et ont déploré la violence excessive des attaques : ils reprochèrent également à Wacquant d'avoir déformé les textes, tronqué des citations jusqu'à leur faire dire le contraire de ce qu'ils avaient écrit, et ils dénoncèrent ce qu'ils considéraient comme les « biais idéologiques » de son analyse, la lecture moralisante des données factuelles qui contredisent ses thèses et son absence de recherches sur les domaines sur lesquels portent les livres qu'il critiquait[source insuffisante].

### Positions politiques
En 2002, il écrit « le prix du reniement », article dans lequel il soutient que le gouvernement français de Lionel Jospin, en se soumettant à la logique néolibérale de dérégulation et de privatisation, en déclarant son impuissance à conduire une politique de gauche et en accordant dans le débat public une place centrale à « la lutte contre la délinquance », a situé à droite le terrain sur lequel a été disputée l’élection présidentielle de 2002, démobilisant de la sorte les électeurs de gauche et les classes populaires.
En 2007, avec Patrick Weil et Étienne Balibar, il coordonne un appel à soutenir Ségolène Royal, la candidate du Parti socialiste dès le premier tour de l'élection présidentielle afin d’éviter une répétition du premier tour de 2002 (qui avait vu l’élimination du candidat du parti socialiste).
Il défend par ailleurs le revenu universel pour imaginer l'existence sociale au-delà du salariat et du travail marchand.

## Publications

### Ouvrages
- Réponses. Pour une anthropologie réflexive, Pierre Bourdieu (avec Loïc Wacquant), Paris, Éditions du Seuil, 1992[7] (traduction française de An Invitation to Reflexive Sociology, Chicago University Press, 1992).
- Les Prisons de la misère, Paris, Raisons d'agir, 1999[4].
- Corps et Âme - Carnets ethnographiques d'un apprenti boxeur, Agone, 2001[6].
  - (en) Commodifying Bodies (avec Nancy Scheper-Hughes), Londres, Sage Publications, 2002.
- Punir les pauvres : Le nouveau gouvernement de l'insécurité sociale, Agone, 2004
  - (en) Punishing the Poor: The Neoliberal Government of Social Insecurity, Duke University Press, 2009.
- (en) (dir.) Pierre Bourdieu and Democratic Politics: The Mystery of Ministry Cambridge, Polity Press, 2005.
- Parias urbains. Ghetto, banlieues, État. La Découverte, Paris, 2006[8],[9].
- Le délinquant sexuel : Enjeux cliniques et sociétaux, André Ciavaldini, Roland Coutanceau, Francis Martens, Loïc Wacquant, Yapaka, coll. Temps d'arrêt, Bruxelles, 2007
- Voyage au pays des boxeurs, La Découverte, 2022[15],[16].
- Misère de l'ethnographie de la misère, Paris, Raisons d'agir, 2023.

### Revues
- « De l’État social à l’État pénal », Actes de la recherche en sciences sociales, n°124, septembre 1998. Numéro coordonné par L. Wacquant.
- (en) Pierre Bourdieu in the Field (vol. 5, n°4, numéro spécial Ethnography), décembre 2004.

## Filmographie
Loïc Wacquant intervient dans les documentaires suivants :
- La sociologie est un sport de combat (2001)[17] de Pierre Carles
- Attention danger travail (2003) de Pierre Carles
- Detroit, Ruin of a City de Michael Chanan and George Steinmetz (2005).
- Fin de Concession (2010) de Pierre Carles

On retrouve également trace de ses thèses sur « la guerre menée aux pauvres par l'idéologie néo-conservatrice » dans La Raison du plus fort (2005) de Patric Jean.

## Prix et récompenses
- Lauréat de la MacArthur Fondation Fellowship (1997)[18]
- Lewis Coser Award de l’Association américaine de sociologie (2009)[19]